# Centrale thermique Gavin
La centrale General James M. Gavin (nommée en l'honneur du général James M. Gavin) est une centrale thermique alimentée au charbon située dans l'État de l'Ohio aux États-Unis.